# Кызылту (Северо-Казахстанская область)
Кызылту (каз. Қызылту, до 2009 г. — Кызылтуское — село в Акжарском районе Северо-Казахстанской области Казахстана. Входит в состав Ленинградского сельского округа. Код КАТО — 593439300.

## Население
В 1999 году население села составляло 906 человек (471 мужчина и 435 женщин). По данным переписи 2009 года, в селе проживало 555 человек (279 мужчин и 276 женщин).

## Экономика
С 1954 года в селе работает сельскохозяйственный кооператив (ранее колхоз и совхоз) Кызылту.